# 波呂克塞尼達斯
波呂克塞尼達斯 （生存於前3世紀），是塞琉古帝國安條克三世時的將領，他出身於羅德島，但後來被家鄉放逐，而服役於塞琉古帝國。
波呂克塞尼達斯於前209年首度站上歷史舞台，當時他率領一部分克里特傭兵跟隨安條克三世遠征希爾卡尼亞（Hyrcania）。前192年，當塞琉古國王決定要與羅馬共和國開戰，並著手橫渡愛琴海，安條克三世便命他為艦隊司令。之後，波呂克塞尼達斯在冬季返回亞洲組建另一支部隊，但這段期間以後不清楚他做了甚麼，直到前191年安條克三世在溫泉關戰役遭受大敗，波呂克塞尼達再度率領艦隊主力於愛奧尼亞海岸巡弋，當得知羅馬裁判官蓋烏斯·李維·薩利納托爾（Gaius Livius Salinator）率領羅馬艦隊抵達提洛島，波呂克塞尼達斯強烈勸說安條克三世允許他即刻就前去對抗，要趁著羅馬艦隊與帕加馬歐邁尼斯二世、羅德島的艦隊會合前就先擊敗羅馬艦隊，雖然安條克三世採納他的意見，但已經為時已晚，羅馬艦隊與帕加馬艦隊已經會合，波呂克塞尼達斯依舊要與羅馬聯合艦隊作戰，因羅馬聯合艦隊有數量上的優勢，使他在科律克索戰役慘遭大敗，這場戰役中13艘塞琉古船艦被俘虜，10艘被擊沉，波呂克塞尼達斯戰後倖存，率領殘餘的艦隊逃至以弗所的港口避難。
他在以弗所花了整個冬季重新組建艦隊，並最早在隔年，即前190年聽聞羅德島艦隊已經出現在海上，他決定要在羅德島艦隊與羅馬聯合艦隊會合前，先突襲羅德島艦隊，於是他偽裝要與羅德島艦隊司令庇西特拉圖斯（Pausistratus）談判，討論有關叛逃的塞琉古船隻落在羅德島手上的議題，藉著這個假像讓庇西特拉圖斯認為自身相當安全，波呂克塞尼達斯就趁著他們沒有防備下突襲羅德島艦隊，並摧毀大部分的羅德島船艦。在這次勝利後，他率艦隊駛向薩摩斯島，準備要再與羅馬聯合艦隊一決雌雄，但一場風暴阻止了他的計畫，波呂克塞尼達斯只好先返回薩摩斯島。不久，羅馬李維的艦隊再度與另一支歐德孟斯率領所率領的20艘羅德島艦隊會合，並試圖要與塞琉古艦隊決戰，但這次波呂克塞尼達斯拒絕了。
不久，羅馬新任裁判官盧基烏斯·埃米利烏斯·勒吉魯斯（Lucius Aemilius Regillus）前來接替李維的職務，埃米利烏斯也試圖讓塞琉古艦隊從薩摩斯島的港口出來決戰，但還是失敗。在後來一段時間，歐邁尼斯二世的帕加馬艦隊離開聯合艦隊，前去達達尼爾海峽支援陸軍渡海，而一大部分的羅德島艦隊也去呂基亞巡弋，波呂克塞尼達斯決定趁機與剩下的聯合艦隊決戰，邁昂尼蘇斯戰役的戰場靠近忒欧斯，戰役結果是塞琉古艦隊大敗，並損失42艘船艦，殘餘的艦隊倉皇退入以弗所。
波呂克塞尼達斯一直待在以弗所，直到他聽到馬格尼西亞戰役戰敗的消息，他便率殘餘艦隊駛向呂基亞的巴塔拉（Patara），並登陸前於敘利亞與安條克三世會合，之後波呂克塞尼達斯就沒再出現於史書中了。